# Joachim von Ribbentrop
Ulrich Friedrich Wilhelm Joachim von Ribbentrop (30 tháng 4 năm 1893 – 16 tháng 10 năm 1946) là một SS-Obergruppenführer (Thượng tướng SS) và Bộ trưởng Ngoại giao của Đức Quốc xã từ 1938 đến 1945.
Ribbentrop lần đầu được Adolf Hitler chú ý đến như một doanh nhân từng trải với tầm hiểu biết sâu rộng về thế giới bên ngoài và chuyên gia về các vấn đề quốc tế. Căn nhà của ông là địa điểm tổ chức các cuộc họp bí mật trong tháng 1 năm 1933 dẫn tới việc Hitler được bổ nhiệm làm Thủ tướng Đức. Ribbentrop dần trở thành một người bạn thân tín của Hitler, điều này đã khiến một số đảng viên Quốc xã, những người cho rằng ông là một kẻ nông cạn và bất tài, căm phẫn. Tuy thế mà Ribbentrop đã được cử đến Vương quốc Anh làm đại sứ vào năm 1936 và tiếp đến là Ngoại trưởng Đức vào tháng 2 năm 1938.
Trước Thế chiến thứ hai, Ribbentrop đóng vai trò trung gian quan trọng trong việc ký kết Hiệp ước Steel (một sự liên minh với nước Ý phát xít) và hiệp ước không xâm phạm Xô-Đức, được biết đến với cái tên Hiệp ước Molotov–Ribbentrop. Kể từ sau năm 1941, tầm ảnh hưởng của Ribbentrop suy giảm.
Vào tháng 6 năm 1945, Ribbentrop bị bắt, sau đó ông bị đem ra xét xử tại tòa án Nuremberg và bị kết án vì vai trò của bản thân trong việc dẫn tới sự bùng phát của Thế chiến thứ hai và tạo điều kiện cho cuộc diệt chủng Holocaust. Ông là người đầu tiên nhận thi hành bản án tử hình bằng treo cổ vào ngày 16 tháng 10 năm 1946.